# فرتاج
فرتاج مورد ماء قديم، قال ياقوت الحموي في معجم البلدان: «فرتاجُ: بكسر أوله، وسكون ثانيه، وتاء مثناة من فوقها، وآخره جيم، ماء لبني أسد»، وقال الأصمعي: «ويسيل في وادي الثلبوت وادٍ يقال له الرحبة، وفيه ماءً لبني أسد يقال له فرتاج». وقد أقيمت في العصور المتأخرة عليه قرية بنفس الأسم فرتاج وسكانها من بني تميم، وتقع قرية فرتاج في منطقة حائل في المملكة العربية السعودية وتبعد عن مدينة حائل 115 كم جنوباً، وتقع قرية فرتاج جنوب جبل رمان المشهور.